# هارون كونتيه
هارون كونتيه (بالإنجليزية: Haroun Conteh)‏ هو لاعب كرة قدم أمريكي، ولد في 20 يناير 2005 في غلانديل في الولايات المتحدة.